# テイト郡 (ミシシッピ州)
テイト郡（英: Tate County）は、アメリカ合衆国ミシシッピ州の北西部、ミシシッピ・デルタのすぐ東に位置する郡である。2010年国勢調査での人口は28,886人であり、2000年の25,370人から13.9%増加した。郡庁所在地はセナトビア市（人口8,165人）であり、同郡で人口最大の都市でもある。俳優のジェームズ・アール・ジョーンズが郡内のアーカビュトラで生まれた。郡名は地域の著名開拓者トマス・シンプソン・テイトに因んで名付けられた。
テイト郡はテネシー州とアーカンソー州に跨るメンフィス大都市圏に属している。

## 地理
アメリカ合衆国国勢調査局に拠れば、郡域全面積は410.95平方マイル (1,064.4 km2)であり、このうち陸地404.48平方マイル (1,047.6 km2)、水域は6.47平方マイル (16.8 km2)で水域率は1.57%である。

### 主要高規格道路
| - 州間高速道路55号線 - アメリカ国道51号線 - ミシシッピ州道3号線 - ミシシッピ州道4号線 | - ミシシッピ州道304号線景観道路 - ミシシッピ州道305号線 - ミシシッピ州道306号線 - ミシシッピ州道740号線 |

### 隣接する郡
- デソト郡 - 北
- マーシャル郡 - 東
- ラファイエット郡 - 南東
- パノラ郡 - 南
- トゥニカ郡 - 西

## 人口動態
以下は2000年の国勢調査による人口統計データである。
| 基礎データ - 人口: 25,370人 - 世帯数: 8,850 世帯 - 家族数: 6,717 家族 - 人口密度: 24人/km2（63人/mi2） - 住居数: 9,354軒 - 住居密度: 9軒/km2（23軒/mi2） 人種別人口構成 - 白人: 67.84% - アフリカン・アメリカン: 31.02% - ネイティブ・アメリカン: 0.20% - アジア人: 0.10% - 太平洋諸島系: 0.04% - その他の人種: 0.25% - 混血: 0.56% - ヒスパニック・ラテン系: 0.88% | 年齢別人口構成 - 18歳未満: 27.1% - 18-24歳: 11.7% - 25-44歳: 27.5% - 45-64歳: 22.3% - 65歳以上: 11.4% - 年齢の中央値: 34歳 - 性比（女性100人あたり男性の人口） - 総人口: 93.7 - 18歳以上: 90.5 世帯と家族（対世帯数） - 18歳未満の子供がいる: 36.1% - 結婚・同居している夫婦: 56.0% - 未婚・離婚・死別女性が世帯主: 15.5% - 非家族世帯: 24.1% - 単身世帯: 21.3% - 65歳以上の老人1人暮らし: 9.1% - 平均構成人数 - 世帯: 2.74人 - 家族: 3.18人 | 収入と家計 - 収入の中央値 - 世帯: 35,836米ドル - 家族: 41,423米ドル - 性別 - 男性: 33,064米ドル - 女性: 21,154米ドル - 人口1人あたり収入: 16,154米ドル - 貧困線以下 - 対人口: 13.5% - 対家族数: 10.6% - 18歳未満: 14.2% - 65歳以上: 21.1% |

## 都市と町

### 都市
- セナトビア - 郡庁所在地

### 町
- コールドウォーター

### 未編入の町
| - アーカビュトラ - インディペンデンス - ルーサホーマ] | - サラ - サベイジ - ストレイホーン | - サイアティラ - タイロー |